# Chandra űrtávcső
A Chandra űrtávcső (angolul: Chandra X-Ray Observatory) röntgencsillagászati műhold, az amerikai Nagy obszervatóriumok sorozat harmadik tagja. Nevét a csillagász Subrahmanyan Chandrasekhar-ról kapta. A tervezési szakaszban AXAF-nak nevezték (Adavanced X-ray Astrophysics Facility). 1999. július 23-án bocsátották fel az STS–93 küldetés során a Columbia űrrepülőgéppel. Eddig ez a legnagyobb műhold, amelyet űrrepülőgéppel indítottak.
A Chandra a harmadik abban a négytagú sorozatban, amelyet a NASA a „Nagy Obszervatóriumok” program keretében tervezett.
Az először felbocsátott objektum a Hubble űrtávcső (látható fény tartománya), a második a Compton űrtávcső (gamma tartomány) volt. A Spitzer űrtávcsővel (infravörös tartomány) lett teljes a program. A műhold üzemeltetése és vezérlése a Smithsonian Astrophysical Observatory feladata.
A Chandra műszerei:
- egy négyszeres Wolter-távcső
- két transzmissziórács-spektrométer LETGS (Low Energy Transmission Gratings Spectrometer)
- egy HETGS (High Energy Transmission Grating Spectrometer).
- emellett még van egy képalkotó spektrometria (ACIS, Advanced CCD Imaging Spectrometer) is.

A Chandra távcsöveinek felbontása 0,5 ívmásodperc, amely jelentősen nagyobb, mint az eddigi misszióké. Összehasonlításképpen a tudományosan nagyon sikeresen működő ROSAT röntgenműhold felbontása 4 ívmásodperc volt.

## A Chandra pályája
Ellipszis pályán kering a Föld körül, melynek földtávolpontja 133 ezer kilométer magasan van a földfelszín felett (több mint egyharmad Föld-Hold távolságnyira. A földközelpontja 16 ezer km magasan van. Egy keringést
64 óra és 18 perc alatt tesz meg.
Aktuális helyzete megnézhető itt: http://chandra.harvard.edu/about/whereis.html

## A műhold felépítése
A Chandra műhold felépítése jól megérthető az alábbi oldalról elérhető Flash animációval (Chandra Interactive Feature link).

### A Chandra energiaellátása
A műhold energiáját két napelemtábla szolgáltatja, melyek 2 kilowatt energiát termelnek. A napelemekkel együtt a műhold 19,5 méter széles.

## A műhold eredményei
Megfigyelhetőek a Rák-köd pulzára körüli gyűrűk, gomolyagok és jetek rövid időtartamú változásai az alábbi mozgóképeken. Összevethetőek a Chandra (röntgen)  és a Hubble űrtávcső (optikai) képei.
Felfedezte a műhold, hogy az NGC 6240 galaxis magjában nem egy fekete lyuk található, hanem kettő kering egymás körül egymástól 3000 fényévre. Ezek néhány százmillió év múlva egyesülnek majd, amit a galaxis túl fog élni (fotók).
Vizsgálja továbbá a galaxisunk középpontjában elhelyezkedő nagy tömegű fekete lyukat, a Sagittarius A-t; a galaxisunk jeteket kibocsátó csillagméretű fekete lyukját, az
XTE J1550-et;
a Mars felső légkörében keletkező röntgen-sugárzást;
Tycho Brahe szupernóvájának maradványát és sok egyebet.

## A Chandra képei

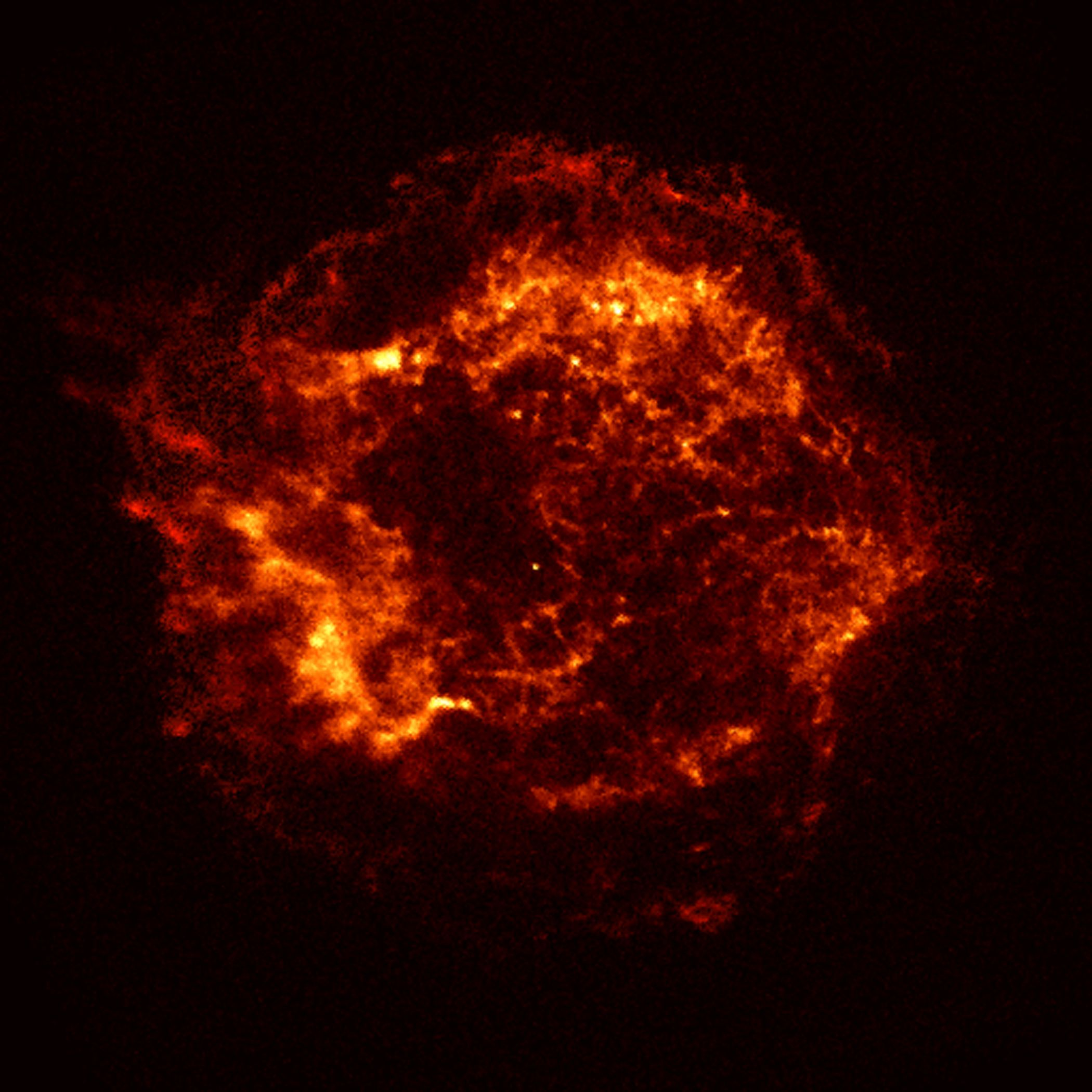
A Chandra űrtávcső első felvétele a Cas A szupernóva-maradványról
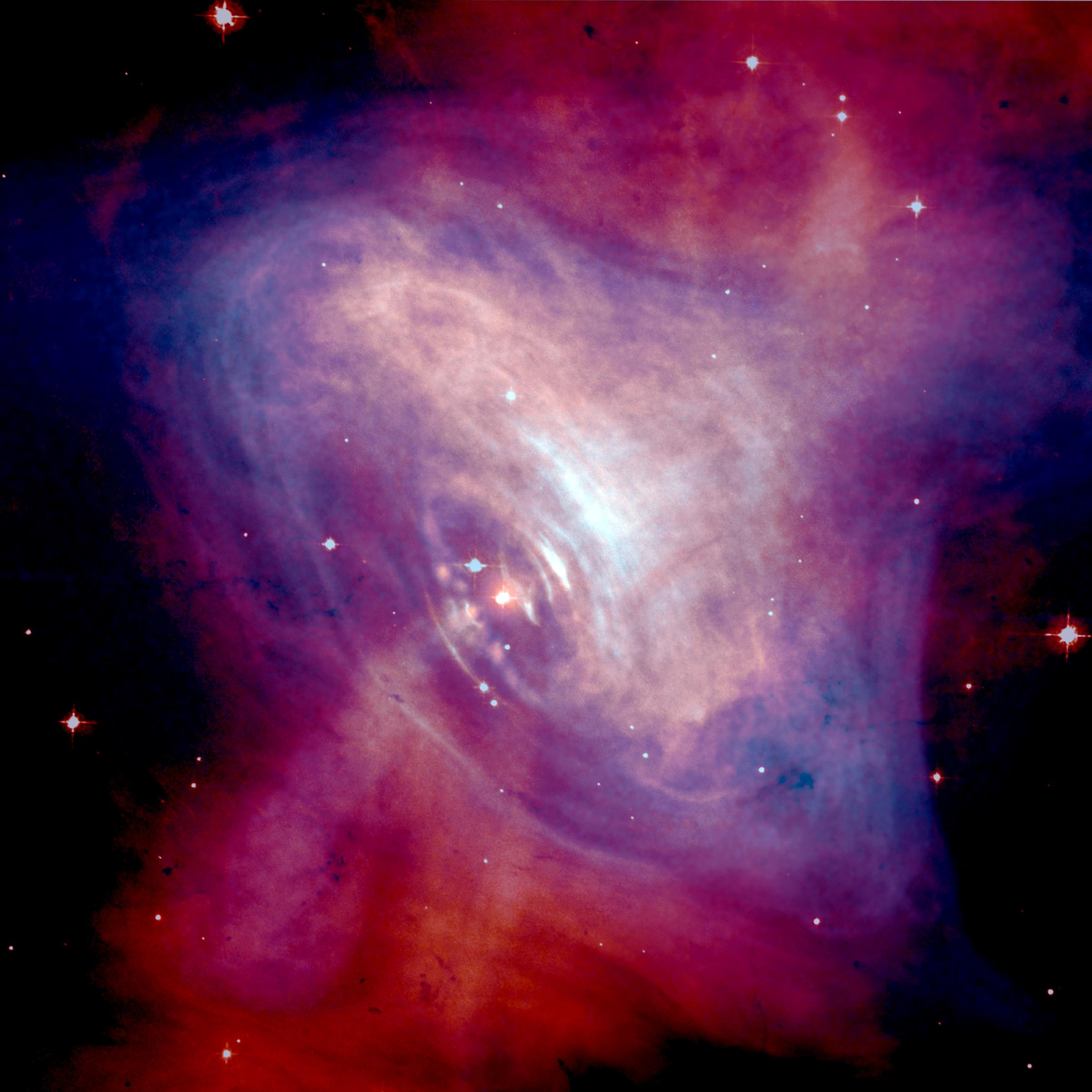
A Chandra űrtávcső és a Hubble űrtávcső egyesített felvétele a Rák-ködről
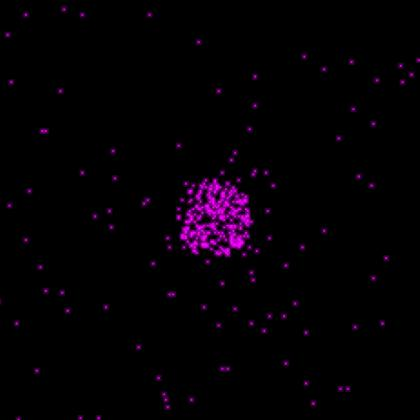
A Mars röntgensugárzása
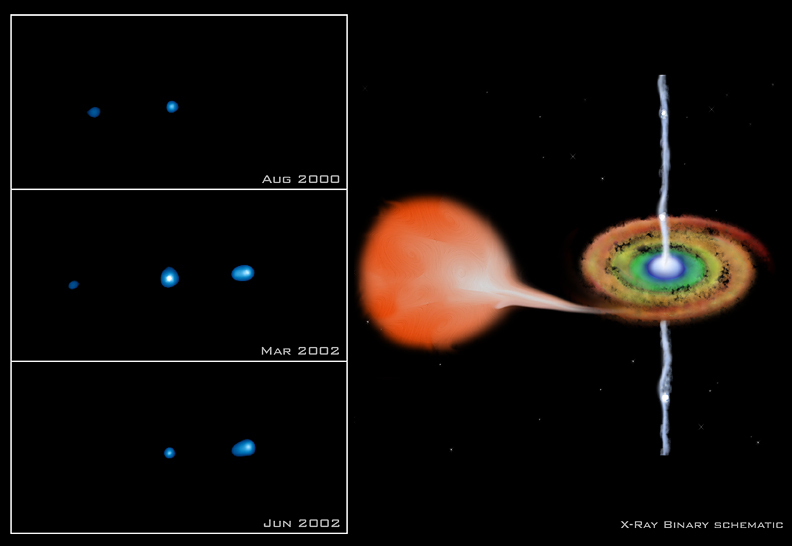
Fekete lyukból induló röntgensugárzások